# Noël noir
Noël noir est le vingtième tome de la série Lefranc écrit par Michel Jacquemart et dessiné par Régric, édité en 2009 par Casterman.
Cet album vaut à Jacquemart le prix Saint-Michel du meilleur scénario 2010.

## Résumé
Juste avant noël 1955, Guy Lefranc retrouve son ami l’inspecteur Renard dans une localité minière entre Lens et Marchiennes. Le journaliste vient couvrir une tentative désespérée de sauver des mineurs bloqués dans leurs galeries par plus de 900 mètres de fond. Quant au policier, en mission pour Interpol, il est venu arrêter un redoutable terroriste qui se cache parmi le personnel de la mine. Il s’avère bientôt que cet homme représente le seul espoir de sauver les mineurs coincés sous terre. Dans le labyrinthe des galeries dévastées, les acteurs de ce huis clos oppressant vont vivre une véritable descente aux enfers.

## Personnages
- Guy Lefranc
- Inspecteur Renard

## Distinctions
- Festival de bande dessinée de la Région de Bruxelles-Capitale
  - Prix Saint-Michel du Meilleur scénario Noël noir de Michel Jacquemart (2010)